# Tremarctos
Tremarctos è un genere di orsi facente parte della sottofamiglia Tremarctinae, endemica delle Americhe, comparse nel Pliocene, circa 5,333 milioni di anni fa, ed arrivate fino ai giorni nostri. La specie settentrionale, l'orso dal muso corto della Florida, si estinse circa 11.000 anni fa. L'unica specie vivente di Tremarctos è l'orso dagli occhiali del Sud America.

## Classificazione
- Genere Tremarctos Gervais, 1855
  - Specie † Tremarctos floridanus (Gidley, 1928) - Orso dal muso corto della Florida
  - Specie Tremarctos ornatus (Cuvier, 1825) - Orso dagli occhiali